# Khair
Khair è una suddivisione dell'India, classificata come municipal board, di 27.661 abitanti, situata nel distretto di Aligarh, nello stato federato dell'Uttar Pradesh. In base al numero di abitanti la città rientra nella classe III (da 20.000 a 49.999 persone).

## Geografia fisica
La città è situata a 27° 56' 60 N e 77° 49' 60 E e ha un'altitudine di 187 m s.l.m..

## Società

### Evoluzione demografica
Al censimento del 2001 la popolazione di Khair assommava a 27.661 persone, delle quali 14.832 maschi e 12.829 femmine. I bambini di età inferiore o uguale ai sei anni assommavano a 4.817, dei quali 2.584 maschi e 2.233 femmine. Infine, coloro che erano in grado di saper almeno leggere e scrivere erano 14.868, dei quali 9.192 maschi e 5.676 femmine.